# Pacote de Abril

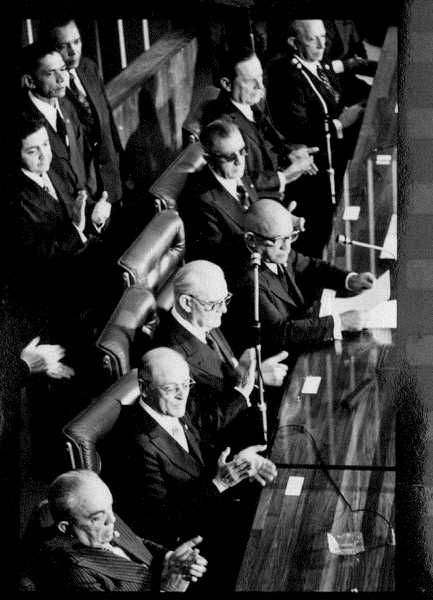
Posse do presidente Ernesto Geisel e de seu vice Adalberto Pereira dos Santos, em sessão conjunta do Congresso Nacional.

O Pacote de Abril foi um conjunto de leis outorgado em 13 de abril de 1977 pelo Presidente da República do Brasil, Ernesto Geisel, que dentre outras medidas fechou temporariamente o Congresso Nacional. 

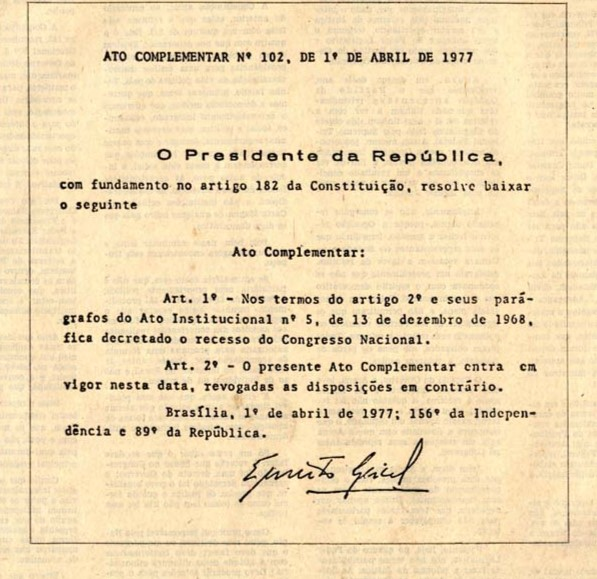
Documento em que Geisel fechou o Congresso Nacional em 1977.

A imprensa chamou este conjunto de leis de Pacote de Abril. As alterações na Constituição foram feitas pelo que se denominou "a Constituinte do Alvorada", em alusão ao Palácio da Alvorada, residência oficial do presidente do Brasil, deixando claro que tais alterações não teriam sido feitas por uma Assembleia Constituinte, nem pelos titulares do Poder Legislativo.

## Medidas
Este pacote foi representado por uma emenda constitucional e seis decretos-leis, que, uma vez outorgados, alteravam as futuras eleições. Para o pleito de 1978 seriam renovados dois terços do Senado, porém, o temor do governo por um novo revés, como ocorrido em 1974, quando perdeu na maioria dos estados da federação, fez com que uma nova regra garantisse a maioria governista na Câmara Alta do país. Metade das vagas em disputa seria preenchida pelo voto indireto do Colégio eleitoral, em que a composição comportava os membros das Assembleias Legislativas dos estados e delegados das Câmaras Municipais. Assim, um terço dos senadores não foram sufragados pelo voto direto e sim referendados após uma indicação do presidente da República, os chamados senadores biônicos.
Esta medida visava garantir aos militares uma maior bancada no Congresso Nacional. O "pacote" também estabelecia a extensão do mandato presidencial de cinco para seis anos, a manutenção de eleições indiretas para presidente da república, governadores dos estados e de prefeitos dos municípios em áreas de segurança nacional, bem como o aumento da representação dos estados menos populosos no Congresso Nacional do Brasil.

### Senadores Biônicos
Estes senadores foram apelidados de senadores biônicos numa alusão a uma série da televisão exibida na época pela Rede Bandeirantes, chamada O Homem de Seis Milhões de Dólares.
Em São Paulo, por exemplo, a ARENA escolheu Amaral Furlan via Colégio Eleitoral em 1º de setembro, ao passo que o MDB reelegeu Franco Montoro em 15 de novembro. Durante o referido processo eleitoral, a única exceção à regra aqui descrita ocorreu no Mato Grosso do Sul, estado recém-criado, onde três eram as vagas em disputa: Saldanha Derzi foi eleito na condição de biônico, Pedro Pedrossian e Vicente Vuolo foram escolhidos pelo voto popular, cabendo a este último um mandato de apenas quatro anos, todos pertencendo à ARENA.
O pacote também alterou o quórum para aprovação de emendas constitucionais, que passou de dois terços para maioria absoluta (a ARENA, desde as eleições de 1974, não possuía dois terços em ambas as casas do Congresso, mas mantinha a maioria absoluta).